# Copa da Liga Escocesa 1971–72
A Copa da Liga Escocesa de 1971-72 foi a 26º edição do segundo mais importante torneio eliminatório do futebol da Escócia. O campeão foi o Partick Thistle F.C., que conquistou seu 0º título na história da competição ao vencer a final contra o Celtic F.C., pelo placar de 4 a 1.

## Premiação
| Copa da Liga Escocesa de 1971-72         |
| Escócia                                  |
| ---------------------------------------- |
| Partick Thistle F.C. Campeão (0º título) |